# Franz Benda
Pour les articles homonymes, voir Benda.
Franz Benda (en tchèque : František Benda), né à Benátky nad Jizerou (en allemand Benatek) au royaume de Bohême, baptisé le 22 novembre 1709 et mort à Potsdam le 7 mars 1786, est un compositeur et violoniste bohémien, employé à la cour de Frédéric II de Prusse et membre de l'École de Berlin.
Il est le frère des compositeurs Johann Georg Benda (Jan Jiři Benda) et Georg Anton Benda (Jiří Antonín Benda).

## Carrière

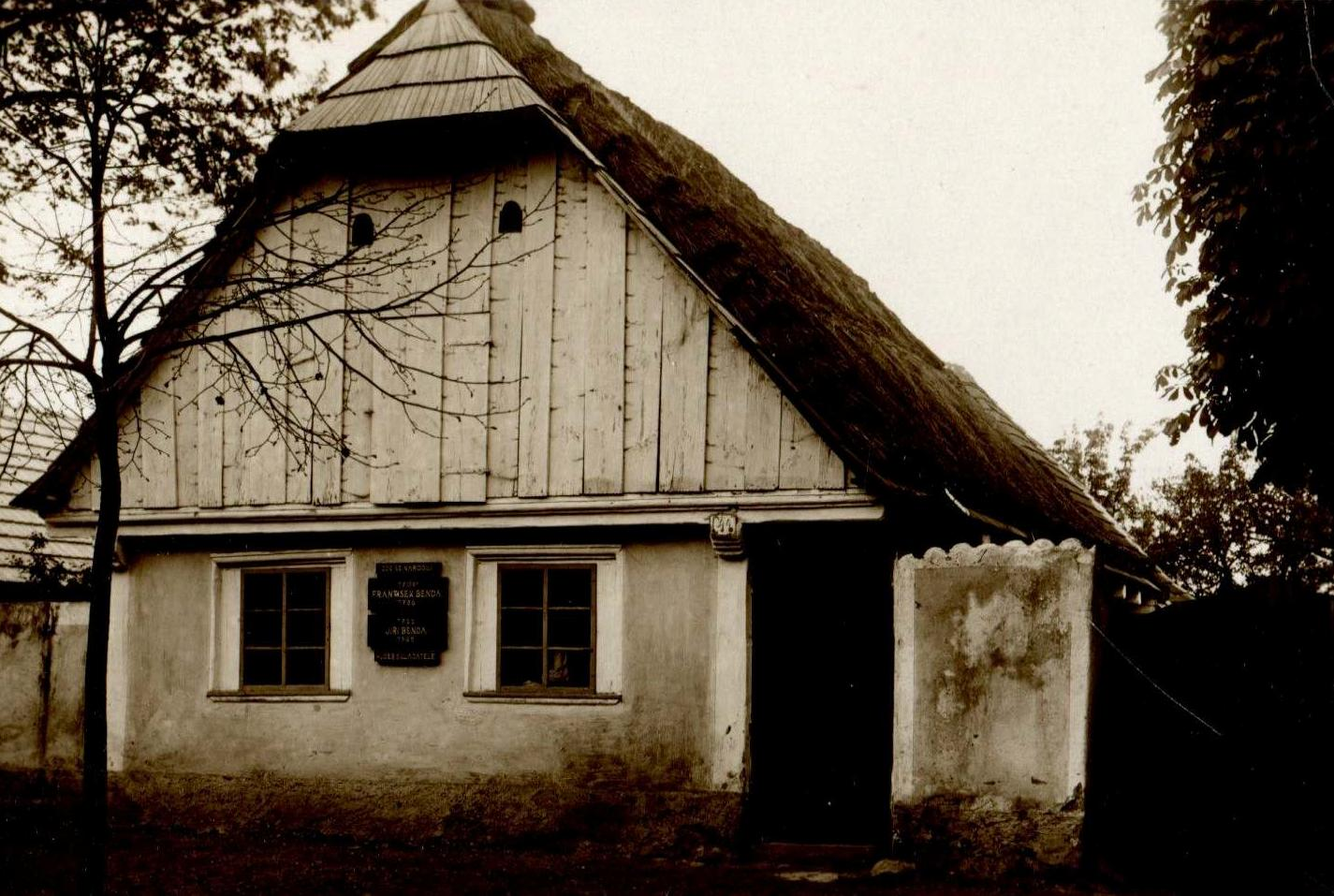
Maison natale de Franz Benda, construite vers 1706/07

Franz Benda est l'aîné des six enfants survivants du tisserand de lin Hans Georg Benda et de son épouse Dorothea (1686-1762), fille de Heinrich Brixi cantor du village de Skalsko. Les premières bases musicales ont été données par son père, qui maîtrisait le hautbois, au chalemie et au tympanon. L'autre professeur a été le cantor Alexius de Benatek, organiste, compositeur et chanteur. À neuf ans, Franz appartient au chœur d'enfants du monastère bénédictin Saint Nicolas à Prague où il fait partie rapidement des très belles voix. Il part secrètement de Prague et va chez les jésuites de Dresde, où l'on apprécie beaucoup sa très belle voix. Là il apprend à jouer du violon et de l'alto. Dans le cercle de maîtres reconnus (G. Pisendel, J. Quantz, les frères J. Graun et K. Graun), il multiplie les contacts artistiques dont il bénéficiera plus tard. 
À douze ans, ayant perdu sa voix de soprano, il est de retour dans sa patrie de Bohême. À quatorze ans, il commence à composer des pièces de musique. Vers l'âge de dix-huit ans, à la demande du Comte Kleinau dont il était le serf, Benda vient contre sa volonté à Vienne où il est employé, de 1726 à 1730 comme valet de chambre. Il quitte en 1730, ce service de laquais en compagnie de son collègue, le violoniste Georg Czarth (Jiří Čart) en s'enfuyant à Varsovie.
Là, peu de temps après son arrivée, il est devenu membre de la petite chapelle du Staroste Suchaquewsky. Rapidement il a quitté les rangs des premiers violons pour devenir maître de chapelle. Un peu plus tard, il a été nommé königlicher Musicus de la chapelle polonaise du prince-électeur de Saxe et roi de Pologne Frédéric-Auguste Ier de Saxe, appelé « Auguste le Fort », près de Varsovie. C'est probablement là qu'il a fait connaissance de ses futurs collègues le claveciniste et compositeur Christoph Schaffrath et le compositeur et flûtiste Johann Joachim Quantz.

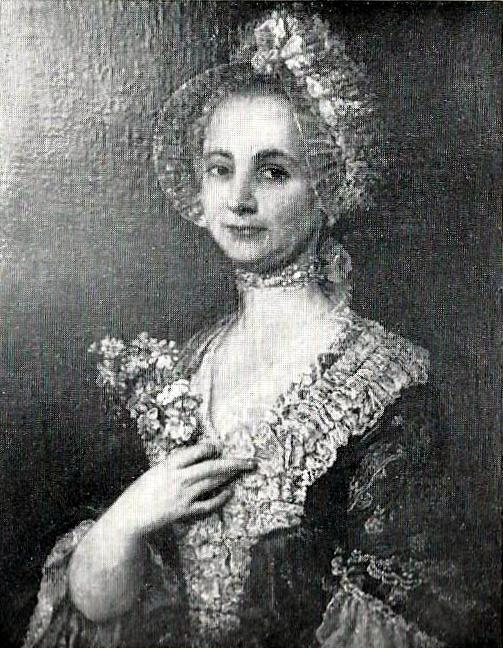
F. L. Eleonore Benda (1718–1758), première épouse de Franz Benda

Après avoir dû se convertir au protestantisme vers 1730, il a subi de nombreuses vexations. C'est ainsi qu'en 1733, après le décès d'Auguste le Fort, il a profité d'une recommendation de Quantz pour se mettre au service du prince héritier Frédéric II qui se constituait sa propre chapelle à Ruppin. Franz Benda appartient au groupe des premiers musiciens de cette chapelle, parmi lesquels on trouvait ses anciens collègues les frères Johann Gottlieb Graun et Carl Heinrich Graun.
Alors qu'il n'est encore que prince héritier, Frédéric constitue un orchestre privé à partir de 1732 à sa résidence de Ruppin : Johann Gottlieb Graun est le premier musicien à entrer à son service dès 1732,, suivi par Franz Benda en 1733, Johann Georg Benda en 1734, Carl Heinrich Graun en 1735 puis Christoph Schaffrath et Johann Gottlieb Janitsch en 1736,.

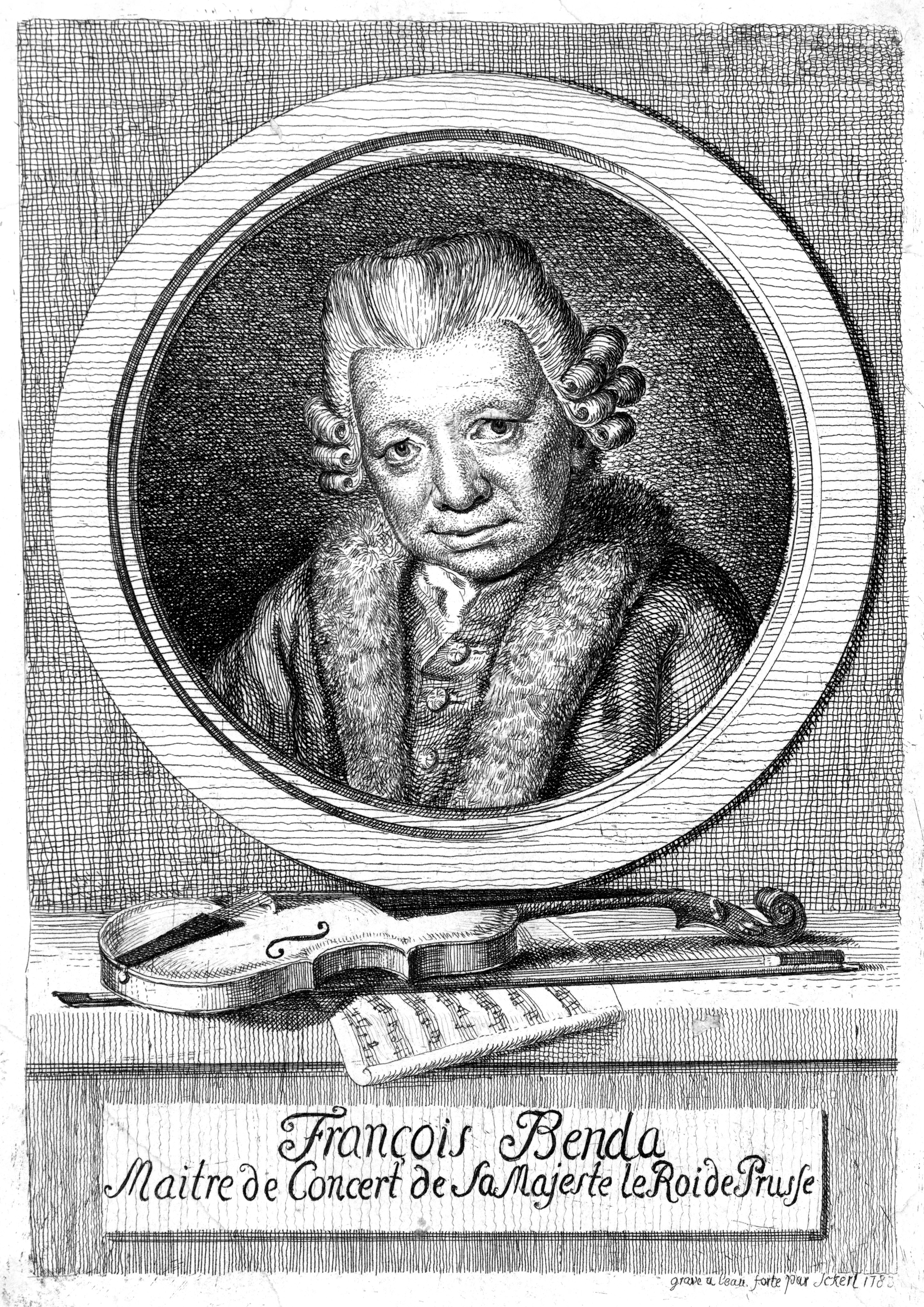
Franz Benda en 1783, par Friedrich Wilhelm Skerl

En 1734, Franz Benda aurait rendu visite à Jean-Sébastien Bach à Leipzig. En 1736, Frédéric et ses musiciens déménagent au château de Rheinsberg, vingt kilomètres plus au nord,.
En 1739, Benda a épousé Eleonora Stephein, fille de l'inspecteur des douanes de Kolberg et femme de chambre de la margrave de Bayreuth Wilhelmine. À la mort de son épouse en 1758, trois ans plus tard, il épousa la sœur de sa femme, Carolina Stephein. Il a eu huit enfants avec ses deux épouses.
En mai 1740, âgé de 28 ans, le prince monte sur le trône de Prusse sous le nom de Frédéric II et transporte sa cour à Potsdam, près de Berlin,. Il s'attache en 1741 les services du flûtiste Johann Joachim Quantz pour compléter son orchestre et donner ainsi naissance à l'École de Berlin.
En 1742, le roi a permis à la famille Benda de venir à Berlin. Franz Benda donna des cours de violon à ses plus jeunes frères Joseph et Georg. Ses frères Johann, Georg et Joseph ont été bientôt acceptés dans l'orchestre de la cour de Berlin.
Une maladie de goutte progressive a commencé à partir de 1767. Franz ne pouvait plus se produire en tant que soliste. Après la mort de Johann Gottlieb Graun en 1771, Benda a été nommé son successeur comme premier violon. Après la mort de Quantz en 1773, il est devenu le premier conseiller de Frédéric II en matière musicale. Benda a occupé les deux postes jusqu'à sa mort le 7 mars 1786. À la fin de sa vie, Franz a été paralysé à la suite d'une attaque cérébrale.
Franz Benda peut être considéré comme un des fondateurs de l'école allemande du violon.
Deux de ses filles ont aussi été compositrices, Maria Carolina, épouse du compositeur et maître de chapelle allemand Ernst Wilhelm Wolf, et Juliane, épouse du chef d'orchestre Johann Friedrich Reichardt.

## Œuvres

### Symphonies
- L I:1 \ Sinfonia no 1 en do majeur
- L I:2 \ Sinfonia no 2 en do majeur
- L I:3 \ Sinfonia no 3 en ré majeur
- L I:4 \ Sinfonia no 4 en ré majeur
- L I:5 \ Sinfonia no 5 en fa majeur
- L I:6 \ Sinfonia no 6 en sol majeur
- L I:7 \ Sinfonia no 7 en sol majeur
- L I:8 \ Sinfonia no 8 en la majeur
- L I:9 \ Sinfonia no 9 en si bémol majeur
- L I:10 \ Sinfonia no 10 en si bémol majeur
- L I:11 \ Sinfonia no 11 en mi bémol majeur
- L I:12 \ Sinfonia no 12 en fa majeur
- L I:13 \ Sinfonia no 13 en sol majeur
- L I:14 \ Sinfonia no 14 en la majeur
- L I:15 \ Sinfonia en do majeur
- L I:16 \ Sinfonia en fa majeur
- L I:17 \ Sinfonia en sol majeur

### Concertos
- L II:1 \ Concerto pour violon en do majeur
- L II:2 \ Concerto pour violon en ré majeur
- L II:3 \ Concerto pour violon en ré majeur
- L II:4 \ Concerto pour violon en ré mineur
- L II:5 \ Concerto pour violon en mi bémol majeur
- L II:6 \ Concerto pour violon en mi majeur
- L II:7 \ Concerto pour violon en mi majeur (perdu)
- L II:8 \ Concerto pour violon en mi majeur
- L II:9 \ Concerto pour violon en fa majeur
- L II:10 \ Concerto pour violon en sol majeur
- L II:11 \ Concerto pour flûte en sol majeur
- L II:12 \ Concerto pour violon en la bémol majeur
- L II:13 \ Concerto pour violon en la majeur
- L II:14 \ Concerto pour violon en la majeur
- L II:15 \ Concerto pour violon en la majeur
- L II:16 \ Concerto pour flûte en la mineur
- L II:17 \ Concerto pour violon en si bémol majeur
- L II:18 \ Concerto pour violon en si bémol majeur
- L II:19 \ Concerto pour violon en do majeur (Georg Benda)
- L II:20 \ Concerto pour violon en si bémol majeur (Joseph Riepel)
- L II:21 \ Concerto pour violon en si bémol majeur (Johann Benda)
- L II:22 \ Concerto pour violon en sol majeur (Johann Gottlieb Graun)
- L II:23 \ Concerto pour violon en mi majeur (perdu)
- L II:24 \ Concerto pour violon en mi mineur (perdu)
- L II:25 \ Concerto pour violon en sol majeur (perdu)
- L II:26 \ Concerto pour violon en si bémol majeur (perdu)
- L II:27 \ Concerto pour violon en si bémol majeur (perdu)
- L II:28 \ Concerto pour violon en si mineur (perdu)

### Sonatespour instruments etbasse continue
- L III:1 \ Sonate pour violon Op. 1 no 3 en do majeur
- L III:2 \ Sonate pour violon en do majeur
- L III:3 \ Sonate pour violon en do majeur
- L III:4 \ Sonate pour violon en do majeur
- L III:5 \ Sonate pour violon en do majeur
- L III:6 \ Sonata per flauto en do majeur
- L III:7 \ Sonate pour violon en do majeur
- L III:8 \ Sonate pour violon en do mineur
- L III:9 \ Sonate pour violon en do mineur
- L III:10 \ Sonate pour violon en do mineur
- L III:11 \ Sonate pour violon en do mineur
- L III:12 \ Sonate pour violon en do mineur
- L III:13 \ Sonate pour violon en do mineur
- L III:14 \ Sonate pour violon en do mineur
- L III:15 \ Sonate pour violon en do mineur
- L III:16 \ Sonate pour violon en ré majeur
- L III:17 \ Sonate pour violon en ré majeur
- L III:18 \ Sonate pour violon en ré majeur
- L III:19 \ Sonate pour violon en ré majeur
- L III:20 \ Sonate pour violon en ré majeur
- L III:21 \ Sonate pour violon en ré majeur
- L III:22 \ Sonata per flauto en ré majeur
- L III:23 \ Sonate pour violon en ré majeur
- L III:24 \ Sonata per flauto en ré majeur
- L III:25 \ Sonate pour violon en ré majeur
- L III:26 \ Sonate pour violon en ré majeur
- L III:27 \ Sonate pour violon en ré majeur
- L III:28 \ Sonate pour violon en ré majeur
- L III:29 \ Sonate pour violon en ré mineur
- L III:30 \ Sonate pour violon en ré mineur
- L III:31 \ Sonate pour violon en ré mineur
- L III:32 \ Sonate pour violon en ré mineur
- L III:33 \ Sonate pour violon en mi bémol majeur
- L III:34 \ Sonate pour violon en mi bémol majeur
- L III:35 \ Sonate pour violon en mi bémol majeur
- L III:36 \ Sonate pour violon en mi bémol majeur
- L III:37 \ Sonate pour violon en mi bémol majeur
- L III:38 \ Sonate pour violon en mi bémol majeur
- L III:39 \ Sonate pour violon en mi bémol majeur
- L III:40 \ Sonate pour violon en mi bémol majeur
- L III:41 \ Sonate pour violon en mi bémol majeur
- L III:42 \ Sonate pour violon en mi bémol majeur
- L III:43 \ Sonate pour violon en mi bémol majeur
- L III:44 \ Sonate pour violon en mi majeur
- L III:45 \ Sonate pour violon en mi majeur
- L III:46 \ Sonate pour violon en mi majeur
- L III:47 \ Sonate pour violon Op. 1 no 1 en mi majeur
- L III:48 \ Sonate pour violon en mi majeur
- L III:49 \ Sonate pour violon en mi majeur
- L III:50 \ Sonate pour violon en mi majeur
- L III:51 \ Sonate pour violon Op. 1 no 5 en mi majeur
- L III:52 \ Sonate pour violon en mi majeur
- L III:53 \ Sonate pour violon en mi majeur
- L III:54 \ Sonate pour violon en mi majeur
- L III:55 \ Sonate pour violon en mi majeur
- L III:56 \ Sonata per flauto en mi mineur
- L III:57 \ Sonata per flauto en mi mineur
- L III:58 \ Sonate pour violon en mi mineur
- L III:59 \ Sonate pour violon en mi mineur
- L III:60 \ Sonate pour violon en mi mineur
- L III:61 \ Sonate pour violon en mi mineur
- L III:62 \ Sonate pour violon en fa majeur
- L III:63 \ Sonate pour violon en fa majeur
- L III:64 \ Sonate pour violon en fa majeur
- L III:65 \ Sonate pour violon en fa majeur
- L III:66 \ Sonate pour violon en fa majeur
- L III:67 \ Sonate pour violon en fa majeur
- L III:68 \ Sonate pour violon en fa majeur
- L III:69 \ Sonate pour violon en fa majeur
- L III:70 \ Sonate pour violon en fa majeur
- L III:71 \ Sonate pour violon en fa majeur
- L III:72 \ Sonate pour violon en fa majeur
- L III:73 \ Sonate pour violon en fa mineur
- L III:74 \ Sonate pour violon en sol majeur
- L III:75 \ Sonate pour violon en sol majeur
- L III:76 \ Sonate pour violon en sol majeur
- L III:77 \ Sonate pour violon en sol majeur
- L III:78 \ Sonate pour violon en sol majeur
- L III:79 \ Sonate pour violon en sol majeur
- L III:80 \ Sonate pour violon en sol majeur
- L III:81 \ Sonate pour violon en sol majeur
- L III:82 \ Sonate pour violon en sol majeur
- L III:83 \ Sonate pour violon en sol majeur
- L III:84 \ Sonate pour violon en sol majeur
- L III:85 \ Sonate pour violon en sol majeur
- L III:86 \ Sonate pour violon en sol majeur
- L III:87 \ Sonate pour violon en sol majeur
- L III:88 \ Sonate pour violon en sol majeur
- L III:89 \ Sonate pour violon en sol mineur
- L III:90 \ Sonate pour violon en sol mineur
- L III:91 \ Sonate pour violon en sol mineur
- L III:92 \ Sonate pour violon en la bémol majeur
- L III:93 \ Sonate pour violon en la majeur
- L III:94 \ Sonate pour violon en la majeur
- L III:95 \ Sonate pour violon Op. 1 no 6 en la majeur
- L III:96 \ Sonate pour violon en la majeur
- L III:97 \ Sonate pour violon en la majeur
- L III:98 \ Sonate pour violon Op. 1 no 2 en la majeur
- L III:99 \ Sonate pour violon en la majeur
- L III:100 \ Sonate pour violon en la majeur
- L III:101 \ Sonate pour violon en la majeur
- L III:102 \ Sonate pour violon en la majeur
- L III:103 \ Sonate pour violon en la majeur
- L III:104 \ Sonate pour violon en la majeur
- L III:105 \ Sonate pour violon en la majeur
- L III:106 \ Sonate pour violon en la majeur
- L III:107 \ Sonate pour violon en la majeur
- L III:108 \ Sonate pour violon en la majeur
- L III:109 \ Sonate pour violon en la majeur
- L III:110 \ Sonate pour violon en la majeur
- L III:111 \ Sonate pour violon en la majeur
- L III:112 \ Sonate pour violon en la majeur
- L III:113 \ Sonate pour violon en la majeur
- L III:114 \ Sonate pour violon en la majeur
- L III:115 \ Sonate pour violon en la majeur
- L III:116 \ Sonate pour violon en la mineur
- L III:117 \ Sonate pour violon en la mineur
- L III:118 \ Sonate pour violon en la mineur
- L III:119 \ Sonate pour violon en la mineur
- L III:120 \ Sonate pour violon en la mineur
- L III:121 \ Sonate pour violon Op. 1 no 4 en la mineur
- L III:122 \ Sonate pour violon en la mineur
- L III:123 \ Sonate pour violon en si bémol majeur
- L III:124 \ Sonate pour violon en si bémol majeur
- L III:125 \ Sonate pour violon en si bémol majeur
- L III:126 \ Sonate pour violon en si bémol majeur
- L III:127 \ Sonate pour violon en si bémol majeur
- L III:128 \ Sonate pour violon en si bémol majeur
- L III:129 \ Sonate pour violon en si bémol majeur
- L III:130 \ Sonate pour violon en si bémol majeur
- L III:131 \ Sonate pour violon en si bémol majeur
- L III:132 \ Sonate pour violon en si bémol majeur
- L III:133 \ Sonate pour violon en si bémol majeur
- L III:134 \ Sonate pour violon en si bémol majeur
- L III:135 \ Sonate pour violon en si bémol majeur
- L III:136 \ Sonate pour violon en si bémol majeur
- L III:137 \ Sonate pour violon en si bémol majeur
- L III:138 \ Sonate pour violon en si bémol mineur
- L III:139 \ Sonate pour violon en si mineur
- L III:140 \ Sonate pour violon en do majeur
- L III:141 \ Sonate pour violon en ré majeur
- L III:142 \ Sonata per flauto en ré majeur
- L III:143 \ Sonate pour violon en ré majeur
- L III:144 \ Sonate pour violon en mi bémol majeur
- L III:145 \ Sonate pour violon en mi bémol majeur
- L III:146 \ Sonate pour violon en mi majeur
- L III:147 \ Sonate pour violon en fa majeur
- L III:148 \ Sonate pour violon en sol majeur
- L III:149 \ Sonate pour violon en sol majeur
- L III:150 \ Sonate pour violon en sol mineur
- L III:151 \ Sonate pour violon en sol mineur
- L III:152 \ Sonate pour violon en la majeur
- L III:153 \ Sonate pour violon en la majeur
- L III:154 \ Sonate pour violon en la majeur
- L III:155 \ Sonate pour violon en la majeur
- L III:156 \ Sonata per oboe en si bémol majeur
- L III:157 \ Sonate pour violon en si bémol majeur
- L III:158 \ Sonate pour violon en si bémol majeur
- L III:159 \ Sonate pour violon en si bémol majeur
- L III:160 \ Sonata per tastiera e flauto Op. 5 no 2 en do majeur
- L III:161 \ Sonata per tastiera e flauto Op. 5 no 3 en mi majeur
- L III:162 \ Sonata per tastiera e flauto Op. 5 no 1 en fa majeur
- L III:163 \ Sonate pour violon en sol majeur (Friedrich Ludwig Benda)
- L III:164 \ Sonate pour violon en la majeur (Joseph Benda)
- L III:165 \ Sonate pour violon en fa majeur (perdu)
- L III:166 \ Sonate pour violon en la majeur (perdu)
- L III:167 \ Sonate pour violon en la mineur (perdu)
- L III:168 \ Sonate pour violon en do mineur (perdu)
- L III:169 \ Sonate pour violon en ré majeur (perdu)
- L III:170 \ Sonata per flauto en ré majeur (perdu)
- L III:171 \ Sonate pour violon en ré majeur (perdu)
- L III:172 \ Sonata per oboe en ré mineur (perdu)
- L III:173 \ Sonate pour violon en mi bémol majeur (perdu)
- L III:174 \ Sonata per fagotto en fa majeur (perdu)
- L III:175 \ Sonate pour violon en la majeur (perdu)
- L III:176 \ Sonate pour violon en la majeur (perdu)
- L III:177 \ Sonate pour violon en la majeur (perdu)
- L III:178 \ Sonate pour violon en la majeur (perdu)
- L III:179 \ Sonate pour violon en la mineur (perdu)
- L III:180 \ Sonate pour hautbois en si bémol majeur (perdu)
- L III:181 \ Sonata per fagotto en si bémol majeur (perdu)
- L III:182 \ Sonata per fagotto en si bémol majeur (perdu)

### Trios
- L IV:1 \ Sonata per 2 flauti & continuo en sol majeur
- L IV:2 \ Sonata per 2 violini & continuoen la majeur
- L IV:3 \ Sonata per 2 violini & continuo en ré majeur (Graun)
- L IV:4 \ Sonata per 2 violini & continuo en sol majeur (Graun)
- L IV:5 \ Sonate pour violon, tastiera & continuo en ré majeur (perdu)
- L IV:6 \ Sonate pour violon, fagotto & continuo en fa majeur (perdu)
- L IV:7 \ Sonata per flauto & tastiera obbligato en sol majeur
- L IV:8 \ Sonate pour violon, faluto & continuo en sol majeur (perdu)
- L IV:9 \ Sonata per 2 violini & continuo en si bémol majeur (perdu)
- L IV:10 \ Sonate pour violon & tastiera en si bémol majeur (perdu)

### Duos pour violons
- L V:1 \ Duo pour violons no 1 en do majeur
- L V:2 \ Duo pour violons no 5 en do majeur
- L V:3 \ Duo pour violons no 2 en do majeur
- L V:4 \ Duo pour violons no 8 en do majeur
- L V:5 \ Duo pour violons no 11 en do majeur
- L V:6 \ Duo pour violons no 4 en do majeur
- L V:7 \ Duo pour violons no 9 en do majeur
- L V:8 \ Duo pour violons no 3 en do majeur
- L V:9 \ Duo pour violons no 22 en do mineur
- L V:10 \ Duo pour violons no 21 en do mineur
- L V:11 \ Duo pour violons no 19 en ré majeur
- L V:12 \ Duo pour violons no 20 en ré majeur
- L V:13 \ Duo pour violons no 18 en ré mineur
- L V:14 \ Duo pour violons no 13 en mi mineur
- L V:15 \ Duo pour violons no 17 en fa majeur
- L V:16 \ Duo pour violons no 10 en sol majeur
- L V:17 \ Duo pour violons no 16 en sol majeur
- L V:18 \ Duo pour violons no 12 en sol majeur
- L V:19 \ Duo pour violons no 6 en sol majeur
- L V:20 \ Duo pour violons no 7 en sol majeur
- L V:21 \ Duo pour violons no 14 en la mineur
- L V:22 \ Duo pour violons no 15 en la mineur
- L V:23 \ Duo pour violons en do majeur
- L V:24 \ Duo pour violons en do majeur
- L V:25 \ Duo pour violons en do majeur
- L V:26 \ Duo pour violons en mi bémol majeur
- L V:27 \ Duo pour violons en mi mineur
- L V:28 \ Duo pour violons en fa majeur
- L V:29 \ Duo pour violons en fa majeur
- L V:30 \ Duo pour violons en sol majeur
- L V:31 \ Duo pour violons en la mineur

### Œuvres pour violon seul
- L VI:1 \ Capriccio per violino no 62 en do majeur
- L VI:2 \ Capriccio per violino no 1 en do majeur
- L VI:3 \ Capriccio per violino no 39 en do majeur
- L VI:4 \ Capriccio per violino no 69 en do mineur
- L VI:5 \ Capriccio per violino no 6 en do mineur
- L VI:6 \ Capriccio per violino no 48 en do mineur
- L VI:7 \ Capriccio per violino no 61 en do mineur
- L VI:8 \ Capriccio per violino no 70 en do mineur
- L VI:9 \ Capriccio per violino no 41 en do mineur
- L VI:10 \ Capriccio per violino no 18 en do dièse majeur
- L VI:11 \ Capriccio per violino no 20 en ré bémol majeur
- L VI:12 \ Capriccio per violino no 15 en do diède mineur
- L VI:13 \ Capriccio per violino no 42 en ré majeur
- L VI:14 \ Capriccio per violino no 4 en ré majeur
- L VI:15 \ Capriccio per violino en ré majeur (fragment)
- L VI:16 \ Capriccio per violino no 92 en ré majeur
- L VI:17 \ Capriccio per violino no 94 en ré majeur
- L VI:18 \ Capriccio per violino no 25 en ré mineur
- L VI:19 \ Capriccio per violino no 30 en mi bémol majeur
- L VI:20 \ Capriccio per violino no 28 en mi bémol majeur
- L VI:21 \ Capriccio per violino no 65 en mi bémol majeur
- L VI:22 \ Capriccio per violino no 91 en mi bémol majeur
- L VI:23 \ Capriccio per violino no 7 en mi bémol majeur
- L VI:24 \ Capriccio per violino no 90 en mi bémol majeur
- L VI:25 \ Capriccio per violino no 64 en mi bémol majeur
- L VI:26 \ Capriccio per violino no 36 en mi bémol mineur
- L VI:27 \ Capriccio per violino no 34 en mi majeur
- L VI:28 \ Capriccio per violino no 14 en mi majeur
- L VI:29 \ Capriccio per violino no 13 en mi mineur
- L VI:30 \ Capriccio per violino no 71 en fa majeur
- L VI:31 \ Capriccio per violino no 33 en fa majeur
- L VI:32 \ Capriccio per violino no 24 en fa majeur
- L VI:33 \ Capriccio per violino no 29 en fa majeur
- L VI:34 \ Capriccio per violino no 95 en fa majeur
- L VI:35 \ Capriccio per violino no 72 en fa majeur
- L VI:36 \ Capriccio per violino no 27 en fa mineur
- L VI:37 \ Capriccio per violino no 93 en fa mineur
- L VI:38 \ Capriccio per violino no 96 en fa mineur
- L VI:39 \ Capriccio per violino no 22 en fa mineur
- L VI:40 \ Capriccio per violino no 17 en fa dièse majeur
- L VI:41 \ Capriccio per violino no 37 en sol bémol majeur
- L VI:42 \ Capriccio per violino no 16 en fa dièse mineur
- L VI:43 \ Capriccio per violino en sol majeur
- L VI:44 \ Capriccio per violino no 51 en sol majeur
- L VI:45 \ Capriccio per violino no 11 en sol majeur
- L VI:46 \ Capriccio per violino no 12 en sol majeur
- L VI:47 \ Capriccio per violino en sol majeur
- L VI:48 \ Capriccio per violino no 35 en sol majeur
- L VI:49 \ Capriccio per violino no 89 en sol mineur
- L VI:50 \ Capriccio per violino no 40 en sol mineur
- L VI:51 \ Capriccio per violino no 8 en sol mineur
- L VI:52 \ Capriccio per violino no 38 en la majeur
- L VI:53 \ Capriccio per violino no 9 en la majeur
- L VI:54 \ Capriccio per violino no 26 en la majeur
- L VI:55 \ Capriccio per violino no 31 en la majeur
- L VI:56 \ Capriccio per violino no 98 en la majeur
- L VI:57 \ Capriccio per violino no 97 en la majeur
- L VI:58 \ Capriccio per violino no 10 en la majeur
- L VI:59 \ Capriccio per violino no 3 en la mineur
- L VI:60 \ Capriccio per violino no 21 en la mineur
- L VI:61 \ Capriccio per violino no 2 en la mineur
- L VI:62 \ Capriccio per violino no 23 en si bémol majeur
- L VI:63 \ Capriccio per violino no 32 en si bémol majeur
- L VI:64 \ Capriccio per violino no 57 en si bémol majeur
- L VI:65 \ Capriccio per violino no 47 en si bémol majeur
- L VI:66 \ Capriccio per violino no 19 en si bémol mineur
- L VI:67 \ Capriccio per violino no 5 en si mineur
- L VI:68 \ Capriccio per violino en sol majeur
- L VI:69 \ Capriccio per violino en sol majeur
- L VI:70 \ Capriccio per violino no 59 en do majeur (perdu)
- L VI:71 \ Capriccio per violino no 84 en do majeur (perdu)
- L VI:72 \ Capriccio per violino no 75 en do majeur (perdu)
- L VI:73 \ Capriccio per violino no 68 en do majeur (perdu)
- L VI:74 \ Capriccio per violino no 83 en do majeur (perdu)
- L VI:75 \ Capriccio per violino no 60 en do majeur (perdu)
- L VI:76 \ Capriccio per violino n. 55a en ré majeur (perdu)
- L VI:77 \ Capriccio per violino no 81 en ré majeur (perdu)
- L VI:78 \ Capriccio per violino no 80 en ré majeur (perdu)
- L VI:79 \ Capriccio per violino no 74 en ré majeur (perdu)
- L VI:80 \ Capriccio per violino no 78 en ré majeur (perdu)
- L VI:81 \ Capriccio per violino no 56 en ré majeur (perdu)
- L VI:82 \ Capriccio per violino no 66 en ré mineur (perdu)
- L VI:83 \ Capriccio per violino no 58 en mi bémol majeur (perdu)
- L VI:84 \ Capriccio per violino no 67 en mi mineur (perdu)
- L VI:85 \ Capriccio per violino no 53 en mi mineur (perdu)
- L VI:86 \ Capriccio per violino no 63 en fa majeur (perdu)
- L VI:87 \ Capriccio per violino no 50 en fa mineur (perdu)
- L VI:88 \ Capriccio per violino no 82 en sol majeur (perdu)
- L VI:89 \ Capriccio per violino no 79 en sol majeur (perdu)
- L VI:90 \ Capriccio per violino no 73 en sol majeur (perdu)
- L VI:91 \ Capriccio per violino no 76 en sol majeur (perdu)
- L VI:92 \ Capriccio per violino no 52 en sol mineur (perdu)
- L VI:93 \ Capriccio per violino no 54 en sol mineur (perdu)
- L VI:94 \ Capriccio per violino no 44 en la majeur (perdu)
- L VI:95 \ Capriccio per violino no 49 en la majeur (perdu)
- L VI:96 \ Capriccio per violino no 88 en la majeur (perdu)
- L VI:97 \ Capriccio per violino no 43 en la majeur (perdu)
- L VI:98 \ Capriccio per violino no 46 en la mineur (perdu)
- L VI:99 \ Capriccio per violino no 55 en si bémol majeur (perdu)
- L VI:100 \ Capriccio per violino no 77 en si bémol majeur (perdu)
- L VI:101 \ Capriccio per violino no 86 en si bémol majeur (perdu)
- L VI:102 \ Capriccio per violino no 87 en si bémol majeur (perdu)
- L VI:103 \ Capriccio per violino no 85 en si bémol majeur (perdu)
- L VI:104 \ Capriccio per violino no 45 en si mineur (perdu)
- L VI:105 \ Capriccio per violino en ré majeur (perdu)
- L VI:106 \ Capriccio per violino en mi bémol majeur (perdu)
- L VI:107 \ Capriccio per violino en la majeur (perdu)
- L VI:108 \ Capriccio per violino en la majeur (perdu)
- L VI:109 \ Capriccio per violino en si bémol majeur (perdu)
- L VI:110 \ Capriccio per violino en si bémol majeur (perdu)

### Autres œuvres
- L VII:1 \ Marcia del Dragone en ré majeur
- L VII:2 \ Pezzo per orologio meccanico en sol majeur
- L VII:3 \ 3 Odes
- L deest \ Sonate pour harpe en ré majeur

## Enregistrement
- Concerto pour flûte et orchestre en sol mineur, Jean-Pierre Rampal (flûte), orchestre de chambre de Prague, direction Milan Munclinger, 1955.
- Franz & Georg Anton Benda : concerti, de Franz Benda et Georg Benda, par l'ensemble Il Gardellino